# Le sorelle fantasma
Le sorelle fantasma (Dead Gorgeous) è una serie televisiva anglo-australiana trasmessa dal canale britannico BBC Two a partire dal 15 marzo 2010 fino al 31 marzo 2010. In Australia è andata invece in onda a partire dal 5 aprile 2010 fino al 21 aprile 2010 su ABC1.
In Italia è andata in onda su Disney Channel dal 2 gennaio al 19 febbraio 2011.

## Trama
Australia. In un antico castello vittoriano (1800) Rebecca Ainsworth e le sue sorelle minori, Sophie ed Hazel, si ritrovano sotto forma di fantasmi e scoprono che la loro casa, il castello per l'appunto, è stata trasformata in una scuola superiore. L'angelo Custode Agatha Heggleby rivela quindi alle ragazze che la richiesta di Rebecca, ovvero quella di poter avere una seconda possibilità per vivere la propria adolescenza, è stata accettata dal Consiglio Dei Fantasmi. Le tre sorelle sono infatti decedute a causa di un incidente sulla carrozza nella quale viaggiavano per poter raggiungere un pretendente di Rebecca, ancora in giovane età. La loro morte viene quindi considerata ingiusta, tenendo in conto anche il fatto che abbia distrutto la loro famiglia. Purtroppo il Consiglio ha impiegato 150 anni a decidere se accettare o meno, perciò le ragazze sono state catapultate dal 1860 al 2010. Inoltre sono bloccate a metà tra la vita e la morte e sono quindi chiamate Fantasmi Viventi. Esse dovranno superare 2 anni nella scuola mantenendo un buon comportamento, voti alti e senza essere scoperte. Se infatti dovessero avere comportamenti scorretti, pessimi voti o se venisse espulsa anche solo una di loro, tutte dovranno passare oltre.
Per ogni problema possono rivolgersi alla squadra di Agatha formata da: Grendel, una guerriera vichinga morta per un raffreddore; Sofus, un poeta e filosofo greco morto di tubercolosi e Buddy, un ragazzo degli anni '20 che ama la musica  e si definisce il primo teenager della storia, investito da un'auto. Nella scuola le sorelle, seppur con qualche problema, cercano di integrarsi e di imparare lo stile di vita dei ragazzi dell'epoca: ciò risulta più facile alla più piccola, Hazel, che subito si appassiona al mondo moderno; Rebecca è interessata a diventare popolare e a conquistare il ragazzo più bello della scuola, David, un completo imbecille; Sophie invece è più negativa nell'approccio con il mondo moderno. Tuttavia riescono in seguito a farsi degli amici, come Jonathan, un giovane musicista un po' nerd che viene spesso emarginato e che scopre il loro segreto, promettendo però di non rivelarlo mai, ottenendo così la fiducia del Consiglio. Stringono amicizia anche con Charlie, un giovane intelligentissimo, e Mattie, una brillante studentessa di chimica che si diverte a combinare guai con Hazel. 
Le ragazze tuttavia, cercando di adattarsi alla nuova vita, si fanno anche dei nemici: Christine Richardson e le sue amiche Piper e Danny, tre ragazze viziate, snob ed egoiste che odiano le tre sorelle e vogliono distruggerle; la professoressa d'arte, la signorina Haiwyn Sinclair, che non sopporta i giovani e inizialmente sospetta della loro reale natura a differenza del preside, il signor Griffith, che le protegge e le considera ottime studentesse. In ogni episodio le ragazze devono combattere contro la discriminazione dei giovani del ventunesimo secolo, oltro che contro entità legate al mondo dei fantasmi, le quali rischiano di svelare la loro vera identità. Scopriranno inoltre di avere alcuni poteri, come la levitazione, la telecinesi, la telepatia e l'abilità di attraversare le pareti, oltre a potersi teletrasportare in qualsiasi luogo esse desiderino.

## Personaggi e interpreti
- Rebecca Ainsworth, interpretata da Melissa Howard:
È la sorella maggiore delle tre. È lei che si rivolge al Consiglio dei Fantasmi dopo la sua morte e quella delle sue sorelle per chiedere una seconda possibilità. Nonostante ami molto le sue sorelle e sia sempre disposta a sacrificarsi per salvarle, è una ragazza superficiale e nella sua nuova vita il suo unico obiettivo sembra essere quello di diventare popolare. Per questo motivo inizialmente cerca spesso di entrare nel gruppo di Christine, fallendo ogni volta. Il suo migliore amico è Jonathan, è innamorata di David e cerca di attirare la sua attenzione in quasi tutti gli episodi.
- Sophie Ainsworth, interpretata da Poppy Lee Friar:
È la seconda sorella delle tre. È molto saggia e studiosa, ama la lettura e non sopporta che alcuni ragazzi non leggano abbastanza. Sente molta mancanza della sua vecchia vita e non riesce ad abituarsi al ventunesimo secolo molto facilmente. Il suo migliore amico è Charlie. Eccelle in molti sport, in particolare nella corsa e nel basket, grazie anche ai suoi poteri da fantasma.
- Hazel Ainsworth, interpretata da Alexandra Coppinger:
È la sorella minore delle tre. È avventurosa, allegra e molto spigliata. Si è adattata facilmente alle nuove tecnologie e le piace il rap. La sua migliore amica è Mattie, con la quale si diverte a fare esperimenti bizzarri, in una puntata scopre di avere poteri telepatici e in un'altra cerca di salvare un albero che aveva piantato con la madre prima di morire.
- Jonathan, interpretato da Blake Davis:
È un ragazzo amico delle tre sorelle e innamorato di Rebecca, ma è troppo timido per dimostrarlo. È studioso, si intende di computer e sa suonare molto bene la chitarra, è avventuroso, ma sensibile. È l'unico umano a sapere il segreto delle tre sorelle.
- David, interpretato da Chris Milligan:
È un ragazzo molto popolare, bello, sportivo ma poco intelligente. Trova simpatica Rebecca ma gli piace un po' anche Christine.
È il compagno di stanza di Jonathan.
- Christine Richardson, interpretata da Aisha Dee:
È la ragazza più popolare e ricca della scuola. È innamorata di David per quasi tutte le puntate, finché non si innamorerà di un nuovo studente. È una ragazza meschina, antipatica e maligna e odia le tre sorelle, soprattutto Rebecca. È sempre accompagnata dalle sue due ancelle, Piper e Danny.
- Charlie, interpretato da Jay Kennedy Harris:
È un ragazzo molto studioso e amichevole, è il miglior amico di Sophie, anche se certe volte la trova un po' strana.
- Mattie interpretata da Stella Silagy:
È una ragazza considerata dagli studenti secchiona perché le piace molto studiare la scienza e la matematica. È la migliore amica di Hazel, con lei è sempre leale e amichevole e farebbe di tutto pur di aiutarla se è in difficoltà.
- Mr. Griffith, interpretato da Gerry Connolly:
È il preside della scuola, molto simpatico e sempre allegro.
- Haiwyn Sinclair, interpretata da Julie Forsyth:
È la vicepreside e la professoressa di arte, crede nei fantasmi ed è antipatica e fastidiosa, non sopporta le tre sorelle, le minaccia continuamente di espellere dalla scuola. È l'unica a sospettare che le tre sorelle siano dei fantasmi.
- Agatha Heggleby, interpretata da Julie Eckersley:
È uno spirito, guardiana delle tre sorelle ed è la intermediaria del consiglio dei fantasmi, con lei vivono nel cimitero del castello degli Ainsworth tre simpatici spiriti: Buddy, Sophus e Grendel. È un po' pasticciona e svitata ma riesce sempre a dare giusti consigli e aiutare le tre sorelle. Le piace l'elisir alla pesca e guida la motocicletta.
- Piper, interpretata da Monique Fisher è un'amica molto intelligente di Christine ma ottiene premi solo perché il padre è ricco non è sempre cattiva anzi a volte finge per Christine.

- Danni, interpretata da Sophie D'Huij è le migliore amica di Christine. Sono entrambe sciocche e arroganti, e si lasciano sempre comandare da Christine.
- Buddy, è un giovane fantasma di 17 anni che ama la musica e appartenente agli anni'20 si definisce il primo teenager della storia e ha un grande talento musicale nonché abilità eccezionali come meccanico gli piace fare il galletto ma ha un cuore d'oro fu investito da giovane e quindi crede fermamente che le ragazze debbano divertirsi essendo tornate più o meno in vita.
- Sofus, è un filosofo greco antico morto di tubercolosi molti secoli fa. Adora leggere; è telepatico e parla sempre in modo bizzarro, analizzando sempre in modo pragmatico ogni situazione. Si esprime spesso con indovinelli e poesie.
- Grendel, è un'antica guerriera vichinga con un'indole aggressiva che però è solo apparenza: infatti è molto dolce e non smette di parlare di battaglie. È morta di raffreddore prima di andare in guerra e lo considera disonorevole, per cui da morta ogni anno il suo raffreddore tornava per la sua vergogna ingiustificata; lei lo aveva chiamato Bob e infettava i vivi.

## Episodi
| Stagione       | Episodi | Prima TV originale | Prima TV Italia |
| -------------- | ------- | ------------------ | --------------- |
| Prima stagione | 13      | 2010               | 2011            |